# Mordhau
Mordhau — це багатокористувацький середньовічний файтинг у жанрі hack and slash, розроблений незалежною словенською студією Triternion, в якому основна увага приділяється змагальній грі на основі навичок та кастомізації. Бойова система гри з акцентом на рукопашному бою, вільно заснована на історичних прийомах, таких як фінти, перенаправлення та альтернативне використання зброї. Інші особливості включають далекобійну зброю, облогові машини та кінний бій. Гра вийшла 29 квітня 2019 року для Windows через Steam. Версії для PlayStation 4, PlayStation 5, Xbox One та Xbox Series X/S вийшли 12 липня 2023 року.
Гра була частково профінансована через кампанію на Kickstarter у 2017 році, зібравши майже $300 000.

## Ігролад
У Mordhau гравці вступають у рукопашний бій із середньовічною зброєю, такою як мечі, списи, щити, молоти, луки, облогові знаряддя тощо. У ближньому бою гравці можуть перемагати своїх супротивників, використовуючи такі прийоми, як спрямовані удари, колючі удари, удари ногами, ухиляння, блокування та парирування, стежачи за своїм здоров'ям та витривалістю. Гравці можуть їздити верхи на конях. У гру можна грати як від першої особи, так і від третьої.

### Кастомізація
Поза ігровим процесом гравець може редагувати і створювати найманців для більшості ігрових режимів. При створенні або редагуванні гравець може змінити тип тіла, обличчя і голос найманця з косметичною метою. Редагування таких речей, як броня, зброя та перки, коштує ігрових балів. Залежно від того, який тип обладунків має гравець, це може вплинути на швидкість пересування гравця, наприклад, носіння важчих обладунків змусить гравця рухатися повільніше і коштуватиме більше очок, хоча існує лише три рівні обладунків, є також косметичні варіації для обладунків. Вартість всіх очок зброї приблизно визначається розміром зброї, оскільки легкий кинджал не буде коштувати так само дорого, як важкий молот. Система перків надає найманцю різні пасивні здібності за певну кількість балів, яка залежить від того, наскільки корисними є ці здібності в ідеалі.

### Ігрові режими
- Фронтова лінія: У цьому режимі гри до 64 гравців об'єднуються у дві команди. Кожна команда починає з 1000 балів і змагається з іншою командою, щоб заробити більше балів, б'ючись один з одним, захоплюючи територію супротивника і виконуючи завдання команди. За кожного переможеного ворога інша команда втрачає одне очко. Захоплення центральної або ворожої території зменшує кількість очок команди-суперника. Однак виконання командної мети миттєво завершує гру на користь тієї команди, яка виконала свою мету[11].

- Вторгнення: У цьому ігровому режимі до 64 гравців об'єднуються у дві команди, одна з яких виступає в ролі нападників, а інша — в ролі захисників. Захисники повинні захищати ключові цілі, в той час як нападники повинні завершити їх, щоб просунутися далі. Після того, як ціль захоплена, захисники повинні відступити назад, щоб захистити наступну ціль. Гра відбувається за таймером, який збільшується, коли нападники захоплюють ціль. Захисники перемагають, якщо таймер добігає до нуля, тоді як нападники перемагають, якщо всі цілі завершені протягом цього часу.

- Королівська Битва: У цьому ігровому режимі 64 гравці змагаються один проти одного у вільній боротьбі. Якщо гравець зазнає поразки, він програє гру і більше не зможе відтворюватися. Переможцем стає останній гравець, який залишиться в живих. На початку гри всі гравці з'являються без зброї та обладунків. Вони повинні шукати скрині зі спорядженням, щоб збільшити свої шанси на виживання. Щоб уникнути патових ситуацій, всю карту оточує кільце, яке буде повільно зменшуватися, щоб наблизити гравців один до одного. Режим гри згодом був вилучений[11].

- Орда: У цьому ігровому режимі невелика команда гравців протистоїть хвилям ворогів, керованих комп'ютером, які з кожною хвилею ставатимуть дедалі складнішими. Гравці починають без зброї та обладунків, а їхнє здоров'я не буде нормально відновлюватися. Щоб відновити здоров'я і заробити зброю, гравець повинен перемогти ворогів і пережити раунд. За перемогу над ворогом гравець отримає чверть здоров'я та валюту. Завершення хвилі поповнить запас здоров'я та принесе гравцеві валюту. Валюта використовується для придбання зброї та обладунків. Все спорядження, яке можна придбати, розкидане по всій карті, що вимагає від гравця глибоких знань про місця, де воно знаходиться[11].

- Сутичка: Ця гра проводиться у виді командного дезматчу; однак, якщо гравця переможено, він не буде відтворюватися до кінця раунду. Раунд виграє остання команда, яка залишиться в живих, і гра триватиме доти, доки одна з команд не виграє 7 раундів. З моменту видалення Королівської Битви цей режим тепер доступний через опцію Бійка в меню бою[11].

- Дезматч: У цьому режимі гри всі б'ються один проти одного без команд. Перший гравець, який набере потрібну кількість вбивств, виграє гру. Багато Дезматч-серверів — це приватні сервери, де двоє гравців повинні надіслати один одному емоції, щоб ініціювати дуель, найчастіше використовується емоція «Flourish», яка являє собою базовий оберт меча. З моменту закриття Королівської Битви, Дезматч доступний через опцію Бійка в меню бою[11].

- Командний Дезматч: Цей режим гри схожий на Дезматч, за винятком того, що гравці формують дві рівні команди і змагаються за найбільшу кількість вбивств гравців з іншої команди. Як і у випадку з Дезматч та Сутичкою, він доступний через опцію Бійка в меню бою[11].

## Розробка
Гра була створена на рушію Unreal Engine 4.
Марко Ґрґурович, словенський аспірант комп'ютерних наук у Приморському університеті, розпочав розробку Mordhau самотужки. Не маючи досвіду в розробці ігор, Ґрґурович почав створювати прототип в Unity під назвою «Project Slasher». Після роботи над «Project Slasher» з іншою людиною протягом двох років, команда вирішила переробити весь проект, оскільки він не відповідав їхнім стандартам. Протягом наступних трьох років до Ґрґуровіча приєдналися інші програмісти, графічні дизайнери та аніматори з усього світу, багато з яких любили грати у відеоігри на кшталт Chivalry: Medieval Warfare і хотіли створити щось подібне. Це призвело до заснування компанії Triternion і випуску перших версій. У цей час команда розробників перейшла з Unity на Unreal Engine і перейменувала проект на «Mordhau».
У березні 2017 року компанія запустила кампанію на Kickstarter для збору коштів на розробку і досягла цілей зі збору коштів менш ніж за 24 години. Гра вийшла 29 квітня 2019 року в Steam. Випуск гри для PlayStation 4, PlayStation 5, Xbox One та Xbox Series X/S відбувся 12 липня 2023.

## Сприйняття

### Оцінка критиків
Mordhau має оцінку 81 на Metacritic на основі 21 відгуку критиків. Перед виходом Mordhau отримала похвалу від перших рецензентів за бойову систему, хаотичний, але веселий геймплей та графіку.
Рецензентам сподобалася складна бойова система гри. Джеймс Свінбенкс з GameSpot назвав її «стратегічною, караючою і в кінцевому підсумку задовольняючою» відеогрою. Патрік Хенкок з Destructoid знайшов «захопливим пошук ефективних та унікальних комбо», що дозволило гравцям виробити свій власний унікальний стиль гри. Семюель Горті з IGN насолоджувався «відчуттям постійного розвитку навичок», поступово вивчаючи механіку гри на власному досвіді та за допомогою відеоуроків. Джейві Гвальтні з Game Informer поділяє це відчуття, кажучи, що «кожен крок вдосконалення винагороджується вражаючими проявами насильства». Однак GameSpot та IGN також поділяють думку, що внутрішньоігрове керівництво гри могло б краще поясняти механіку гри новачкам. Свінбенкс писав, що Мордхау не надавав адекватного відгуку на удари, що створювало відчуття «повільного, нещадного перемелювання смерті за смертю» в міру того, як ви вчилися грати. Горті побажав, щоб посібник з гри допоміг йому «вчитися, граючи, замість того, щоб звертатися до гайдів на YouTube». Ті Джей Хафер з PC Gamer побоювався, що складність гри може відштовхнути гравців, які хотіли б грати допоміжну роль у бою, заявляючи, що Мордхау «не дуже добре підтримує такий стиль гри».

### Продажі
Mordhau стала успішною, продавши 200 000 копій менш ніж за тиждень, а потім перевищила 500 000 копій, проданих до 7 травня. Вона досягла вершини чартів продажів Steam. Triternion вибачилася після того, як її сервери не змогли витримати масового напливу гравців. Приблизно через місяць після релізу Mordhau розійшлася накладом в 1 мільйон копій; щоб відсвяткувати це, розробники випустили нову мапу, а також нову зброю і косметику.

## Суперечки
У статті, опублікованій у липні 2019 року на PC Gamer, Семюель Горті описав спільноту гравців Mordhau як таку, що має проблеми з токсичністю, стверджуючи, що багато гравців, які використовують гомофобну, расистську або сексистську мову в грі або на форумах Mordhau, не були адекватно покарані Triternion. Він розкритикував підхід Triternion до фільтрації слів і бану гравців, щоб уникнути звинувачень у цензурі. Горті також розкритикував запропонований підхід Triternion до роботи з жіночими та небілими персонажами в майбутніх доповненнях. Він процитував художника Triternion, який на питання про різноманітність персонажів заявив, що розробники «дадуть [гравцям] можливість вмикати та вимикати різні речі». Коли PC Gamer звернувся за роз'ясненнями, розробник Mordhau підтвердив цю позицію, сказавши, що «це залежить від того, якою буде спільнота [Mordhau] в майбутньому». У дописі модератора Mordhau на форумах спільноти Mordhau в Steam, датованому квітнем 2019 року, зазначалося, що розробники «можуть додати простий перемикач на стороні клієнта» для гравців, стурбованих реалістичністю персонажів.
Згодом Triternion опублікувала заяву в Твіттері, в якій заперечила, що розглядала можливість додавання опції для гравців відключати персонажів на основі їхньої етнічної приналежності. 3 липня компанія підтвердила на власному форумі, що не збирається додавати ці опції, заявивши, що наша офіційна позиція полягає в тому, що про перемикання цих опцій не може бути й мови. Triternion уточнила, що ідея була коротко обговорена і в кінцевому підсумку від неї відмовилися, але співробітники, з якими спілкувався PC Gamer, не знали про остаточне рішення. Суперечка була підхоплена багатьма великими ігровими сайтами.